# St. Wendelin (Schleebuch)

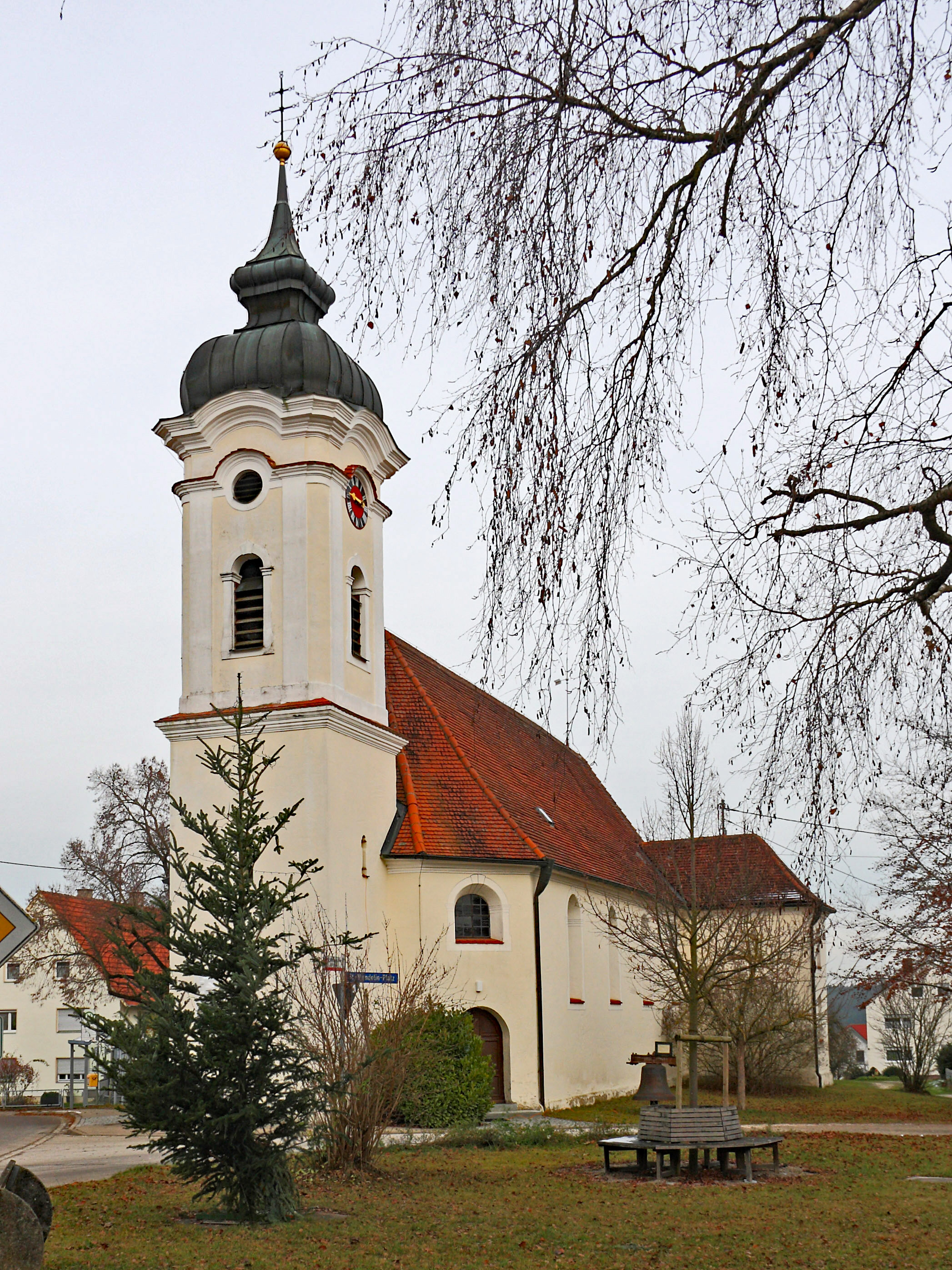
St. Wendelin in Schleebuch

Die römisch-katholische Filialkirche St. Wendelin steht in Schleebuch, einem Gemeindeteil von Roggenburg im schwäbischen Landkreis Neu-Ulm in Bayern. Das Bauwerk ist in der Liste der Baudenkmäler in Roggenburg (Bayern) als Baudenkmal unter der Nr. D-7-75-149-32 eingetragen.

## Beschreibung
Die Saalkirche wurde um 1680 im Auftrag des Klosters Roggenburg errichtet. Sie besteht aus einem Langhaus, das an beiden Schmalseiten dreiseitig geschlossen ist. Im Westen wurde 1741 nach einem Entwurf von Simpert Kraemer ein Kirchturm auf quadratischem Grundriss angebaut. Er wurde mit einem Geschoss mit abgerundeten Ecken, das die Turmuhr und den Glockenstuhl beherbergt, aufgestockt und mit einer schwungvoll geformten Haube bedeckt. Die Fresken im Innenraum wurden 1849 von Thomas Guggenberger eingefügt. Die um 1880 entstandene Kirchenausstattung ist neuromanisch. Ein Gemälde über die Verkündigung des Herrn aus der ersten Hälfte des 19. Jahrhunderts wird dem Umkreis von Konrad Huber zugeschrieben. Die Orgel wurde 1916 von Willibald Siemann aus München erbaut.